# خوان أنخيل نابوت
خوان أنخيل نابو باريتو (بالإسبانية: Juan Ángel Napout)‏ (13 مايو 1958) شغل منصب رئيس اتحاد أمريكا الجنوبية لكرة القدم من 2014 إلى 2015.